# Сайдашев, Салих Замалетдинович
Салих Замалетдинович Сайдашев (тат. Salix Camaletdin uğlı Səydəşev, Салих Җамалетдин улы Сәйдәшев; 3 декабря 1900, Казань — 16 декабря 1954, Москва) — татарский композитор, один из основоположников татарской профессиональной музыки. Народный артист Татарской АССР.

## Биография
Музыкальное дарование Сайдашева проявилось рано. Первым инструментом, на котором он начал играть, была гармоника. Затем родственники приобрели для него рояль. Первым учителем его был народный музыкант Загидулла Яруллин, а затем видные педагоги Казанского музыкального училища. Отец С. Сайдашева умер, так и не увидев сына. Салих воспитывался в семье сестры, муж которой Шигаб Ахмеров принадлежал к прогрессивным кругам татарской интеллигенции.
В 1918 молодой музыкант организует оркестр. В 1920 г. он добровольцем вступает в ряды Красной Армии, после демобилизации работает в музыкальной школе Оренбурга.
В 1922 Сайдашев возвращается в Казань и в Татарском государственном академическом драматическом театре им. Г. Камала  начинает свою деятельность в качестве дирижёра и музыкального руководителя. Широко развертывается творческая деятельность Сайдашева: один за другим появляются музыкальные произведения к драмам: «Галиябану» М. Файзи, «Ил» («Родина»), «На Кандре», «Голубая шаль» К. Тинчурина, «Наемщик» Т. Гиззата и др. Сайдашев продолжил традиции заложенного С. Габяши нового жанра в татарском театральном искусстве, получившем название музыкальная драма.
В эти же годы он написал знаменитый «Марш Советской Армии», активно трудится над созданием новых и новых музыкальных произведений в различных жанрах, выступает как пианист и дирижёр на многочисленных концертах.
В 1934—1938 гг. С. Сайдашев находится на учёбе в студии татарской оперы в Москве. Возвратившись из Москвы, он продолжает работу в ТГАТ им. Галиаскара Камала, работает над созданием новых произведений, пишет музыку к спектаклям.
Салих Сайдашев считается основоположником татарской профессиональной музыки. На подлинно профессиональном и высоком творческом уровне Сайдашев подытожил, обобщил опыт первых народных композиторов, многовековые традиции народа сумел органически соединить с опытом европейской музыки, с фольклором, и создать на этой основе подлинно национальное и профессиональное искусство.
Салих Замалетдинович Сайдашев похоронен на Татарском кладбище Ново-татарской слободы Казани.

## Творчество
- Музыка к спектаклям
  - «Галиябану» Мирхайдара Файзи (1917)
  - «Наёмщик» Тази Гиззата (1925,1928)
  - «Зәңгәр шәл» («Голубая шаль») Карима Тинчурина (1926)
  - «Күмелгән кораллар» («Зарытое оружие») Хади Такташа (1927)
  - «Ил» («Родина») Карима Тинчурина (1929)
  - «Кандыр буе» («На реке Кандре») Карима Тинчурина (1932)
  - «Башмагым» («Башмачки») Хабибуллы Ибрагимова(1942)
  - «Кадерле минутлар» («Дорогие минуты») Гамира Насрыя (1953)

- Песни
  - «Сандугач» («Соловей»)
  - «Озын сәфәр» («Далекое путешествие»)
  - «Хуш, авылым» («Прощай, мой край»)
  - «Кара урман» («Дремучий лес»)
  - «Алга» («Вперед»)
  - «Әдрән дингез» («Адриатическое море»)
  - «Песня Булата»
  - «Бүген бәйрәм» («Сегодня праздник»)
  - «Советский Татарстан»

## Награды и звания
- Заслуженный деятель искусств Татарской АССР
- Народный артист Татарской АССР

## Память
25 июня  1993 года Постановлением Совета Министров ТАССР № 413 от 23 ноября 1988 года, в Казани был открыт музей С. Сайдашева . Музей занимает 2-этажное здание постройки начала XX века, в одной из квартир которого жил С. Сайдашев.
В 2000 г. имя Сайдашева присвоено реконструированному Государственному Большому концертному залу в Казани.
В 2005 г. в Казани напротив театра Камала на площадке перед зданием Татарского государственного гуманитарно-педагогического университета установлен памятник Сайдашеву.
Его имя носит улица в Вахитовском районе Казани.

## Семья
- Отец — Замалетдин Бикчентаевич Сайдашев.
- Мать — Махубжамал Миннибаевна Сайдашева (Хамидуллина).
- Жёны — Валентина Мухина; Сафия Алпарова; Асия Казакова.
- Дети — Альфред, Науфаль, Эмиль, Реляф.
- Внуки — Валерий Сайдашев, Светлана Гребенщикова, Альфия Сайдашева, Эдуард Науфальевич, Камиль Науфальевич, Гульнара Науфальевна
- Правнуки — Айдар Абдрашитов, Гульнара Абдрашитова, Максим Гребенщиков, Александр Гребенщиков, Вячеслав Сайдашев, Виталий Эдуардович, Альбина Эдуардовна, Карим Камильевич, Алиса Эдуардовна, Асия Асафовна, Руслан Альбертович

- Праправнуки — Аделина Витальевна, Камилла Эдуардовна, Ева Эдуардовна, Тимур Рушанович, Карим Рушанович
- Фотография могилы Салиха Сайдашева в Казани
- Salikh Saidashev (1900—1954) (англ.)
- Книга «Салих Сайдашев в воспоминаниях современников»